# Храздан (стадион)
Стадион Храздан е изцяло покрит със седалки футбoлен стадион в град Ереван, Армения. Построен е през 1971 г. Служи за домакинските срещи на ФК Киликия и на националния отбор на Армения. Стадион Храздан е най-големият в страната. На 5-о място по големина в бившия СССР. Бил е и домакински стадион на националния отбор на СССР.